# 毛泽东诗词
毛泽东诗词是毛泽东（1893年12月26日－1976年9月9日）创作的诗词，主要为中国古典诗词，包括古體詩、近體詩、詞等。毛泽东一生创作过不少诗词，经其本人手定正式发表的有：1957年1月至1963年12月先后分5次发表37首，1976年1月发表2首，共发表39首。此外，还有一些未经他本人手定发表的诗词。毛泽东诗词曾经多次结集出版，相关出版物也很多。毛创作了多篇旧体诗词作品，《西江月·井冈山》和《七律·长征》最早随着《西行漫记》的出版而开始广泛传播，1945年重庆谈判期间发表的《沁园春·雪》引起当时全国文化界瞩目，有一定的政治影响。中华人民共和国成立后，1957年的《诗刊》创刊号集中发表了18首毛泽东诗词，大多与中国革命或国家建设有关，对当时的时代精神产生了很大影响。中国出版有多种版本的毛泽东诗词选集和注释赏析，其中以中央文献出版社的《毛泽东诗词集》最为著名，收入诗词67首。
毛泽东诗词的版本很多。一是因为刊发诗词的各种出版物所据不一，在出版时错字、讹字多有。二是因为毛泽东曾经对一些先前写就的诗词进行修改润色。除了版本多以外，社会上还流传着一些伪造的毛泽东诗词。随着学者的研究，新考证出来的真作和伪作也在不断增加。毛诗词还被译成英、法、俄、德、日、印度等多种语言发表。

## 主要诗词作

### 本人正式发表作品
以下列出毛泽东本人正式发表作品。括号内分别注明创作时间，以及最早发表刊物。这些作品在作者正式发表之前，有的还曾流传过一些抄本或刊本，但皆未经作者审定，故以下皆不收。

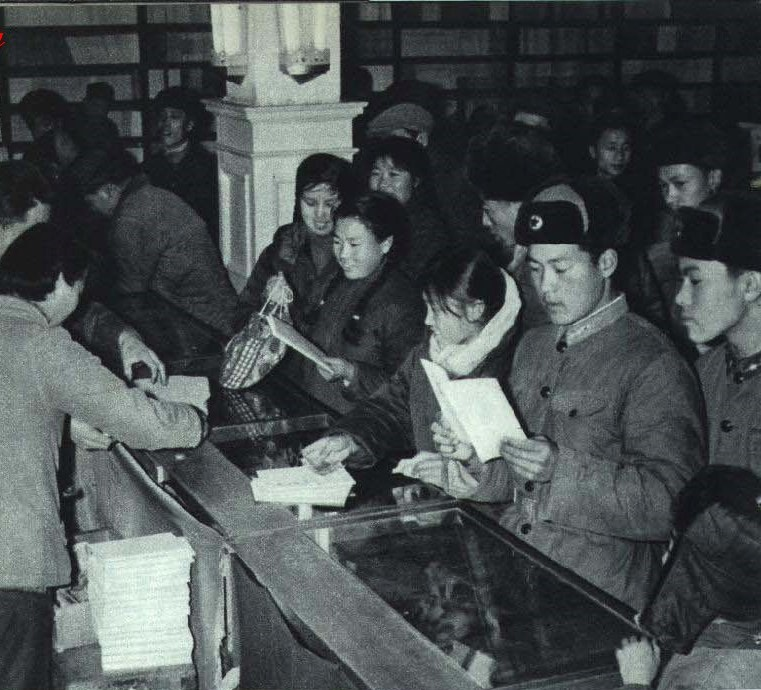
1964年中国民众购买毛泽东诗词

- 《沁园春·长沙》（作于1925年）（最早发表在《诗刊》1957年1月号。）
- 《菩萨蛮·黄鹤楼》（作于1927年春）（最早发表在《诗刊》1957年1月号。）
- 《西江月·井冈山》（作于1928年秋）（最早发表在《诗刊》1957年1月号。）
- 《清平乐·蒋桂战争》（作于1929年秋）（最早发表在《人民文学》1962年5月号。）
- 《采桑子·重阳》（作于1929年10月）（最早发表在《人民文学》1962年5月号。）
- 《如梦令·元旦》（作于1930年1月）（最早发表在《诗刊》1957年1月号。）
- 《减字木兰花·广昌路上》（作于1930年2月）（最早发表在《人民文学》1962年5月号。）
- 《蝶恋花·从汀州向长沙》（作于1930年7月）（最早发表在《人民文学》1962年5月号。）
- 《渔家傲·反第一次大『围剿』》（作于1931年春）（最早发表在《人民文学》1962年5月号。）
- 《渔家傲·反第二次大『围剿』》（作于1931年夏）（最早发表在《人民文学》1962年5月号。）
- 《菩萨蛮·大柏地》（作于1933年夏）（最早发表在《诗刊》1957年1月号。）
- 《清平乐·会昌》（作于1934年夏）（最早发表在《诗刊》1957年1月号。）
- 《十六字令三首》（作于1934年到1935年）（最早发表在《诗刊》1957年1月号。）
- 《忆秦娥·娄山关》（作于1935年2月）（最早发表在《诗刊》1957年1月号。）
- 《七律·长征》（作于1935年10月）（最早发表在《诗刊》1957年1月号。）
- 《念奴娇·昆仑》（作于1935年10月）（最早发表在《诗刊》1957年1月号。）
- 《清平乐·六盘山》（作于1935年10月）（最早发表在《诗刊》1957年1月号。）
- 《沁园春·雪》（作于1936年2月）（最早发表在《诗刊》1957年1月号。）
- 《七律·人民解放军占领南京》（作于1949年4月）（最早发表在 毛主席诗词，北京：人民文学出版社，1963年）
- 《七律·和柳亚子先生》（作于1949年4月29日）（最早发表在《诗刊》1957年1月号。）
- 《浣溪沙·和柳亚子先生》（作于1950年10月）（最早发表在《诗刊》1957年1月号。）
- 《浪淘沙·北戴河》（作于1954年夏）（最早发表在《诗刊》1957年1月号。）
- 《水调歌头·游泳》（作于1956年6月）（最早发表在《诗刊》1957年1月号。）
- 《蝶恋花·答李淑一》（作于1957年5月11日）（最早发表在1958年1月1日湖南师范学院院刊《湖南师院》）
- 《七律二首·送瘟神》（作于1958年7月1日）（最早发表在《人民日报》1958年10月3日）
- 《七律·到韶山》（作于1959年6月）（最早发表在 毛主席诗词，北京：人民文学出版社，1963年）
- 《七律·登庐山》（作于1959年7月1日）（最早发表在 毛主席诗词，北京：人民文学出版社，1963年）
- 《七绝·为女民兵题照》（作于1961年2月）（最早发表在 毛主席诗词，北京：人民文学出版社，1963年）
- 《七律·答友人》（作于1961年）（最早发表在 毛主席诗词，北京：人民文学出版社，1963年）
- 《七绝·为李进同志题所摄庐山仙人洞照》（作于1961年9月9日）（最早发表在 毛主席诗词，北京：人民文学出版社，1963年）
- 《七律·和郭沫若同志》（作于1961年11月17日）（最早发表在 毛主席诗词，北京：人民文学出版社，1963年）
- 《卜算子·咏梅》（作于1961年12月）（最早发表在 毛主席诗词，北京：人民文学出版社，1963年）
- 《七律·冬云》（作于1962年12月26日）（最早发表在 毛主席诗词，北京：人民文学出版社，1963年）
- 《满江红·和郭沫若同志》（作于1963年1月9日）（最早发表在 毛主席诗词，北京：人民文学出版社，1963年）
- 《水调歌头·重上井冈山》（作于1965年5月）（最早发表在《诗刊》1976年1月号。）
- 《念奴娇·鸟儿问答》（作于1965年秋）（最早发表在《诗刊》1976年1月号。）

### 本人生前未发表作品
通过各方面的考证，未发表的毛泽东诗词正在陆续发表。以下列出部分作品。
- 被认为与爱情相关两首词——《虞美人·枕上》、《贺新郎·别友》，毛泽东在1970年代有过修改。《枕上》为“开慧所述”，署明“一九二一”。《别友》所述对象，中国学界一般认为是杨开慧。据此推测是1923年12月“霜重”，毛泽东离开长沙时所作。彭明道所撰、2001年文章披露，毛泽东早年友人易礼容在1980年代提及《别友》“可能是赠给陶毅”。研究者马以君推测是1919年12月“霜重”离开长沙时所作[3]:19—20。
  - 《虞美人·枕上》（作于1921年）（最早发表在《人民日报》1994年12月26日）
  - 《贺新郎·别友》（推测为1923年）（1978年7月中共中央决定发表。最早发表在《人民日报》1978年9月9日）
- 《七律·悼罗荣桓同志》（作于1963年12月）（ 1978年7月中共中央决定发表。最早发表在《人民日报》1978年9月9日）
- 《贺新郎·读史》（作于1964年春）（ 1978年7月中共中央决定发表。最早发表在《红旗》1978年第9期）
- 《五古·挽易昌陶》（作于1915年5月）（这首诗作者抄录在1915年6月25日致湘生的信中，随信最早发表在 毛泽东早期文稿，长沙：湖南出版社，1990年）
- 《七古·送纵宇一郎东行》（作于1918年4月）（最早非正式地发表在 罗章龙，回忆新民学会（由湖南到北京），载 党史研究资料1979年第10期）
- 《西江月·秋收起义》（作于1927年）（最早非正式地发表在 邓叙萍，读毛主席诗词的一点感受，载 解放军文艺1957年7月号）
- 《六言诗·给彭德怀同志》（作于1935年10月）（最早和《清平乐·六盘山》一起发表在冀鲁豫军区政治部主办的《战友报》1947年8月1日）
- 《临江仙·给丁玲同志》（作于1936年12月）（最早发表在《新观察》1980年第7期）
- 《五律·挽戴安澜将军》（作于1943年3月）（根据1943年戴安澜将军追悼会挽联挽诗登记册刊印，最早非正式地发表在 毛主席悼戴安澜将军诗中的两个典故，人民政协报，1983年12月28日）（另，这首诗是董必武原创，毛泽东改动四个字。[4]）
- 《五律·张冠道中》（作于1947年）（根据抄件刊印，最早发表在 毛泽东诗词集，北京：中央文献出版社，1996年）
- 《五律·喜闻捷报》（作于1947年）（根据抄件刊印，最早发表在 毛泽东诗词集，北京：中央文献出版社，1996年）
- 《浣溪沙·和柳亚子先生（二）》（作于1950年11月）（最早发表在 毛泽东诗词选（注释本），北京：人民文学出版社，1986年）
- 《七律·和周世钊同志》（作于1955年10月）（这首诗作者抄录在1955年10月4日致周世钊的信中，随信最早发表在 毛泽东书信选集，北京：人民出版社，1983年）
- 《五律·看山》（作于1955年）（最早发表在《党的文献》1993年第6期）
- 《七绝·莫干山》（作于1955年）（最早发表在《党的文献》1993年第6期）
- 《七绝·五云山》（作于1955年）（最早发表在《党的文献》1993年第6期）
- 《七绝·观潮》（作于1957年9月）（最早发表在《党的文献》1993年第6期）
- 《七绝·刘蕡》（作于1958年）（根据作者审定的抄件刊印，最早发表在 毛泽东诗词集，北京：中央文献出版社，1996年）
- 《读报有感》四首，1959年至1960年作。分别为《西海如今出圣人》（1959年）、《反苏忆昔闹群蛙》(1959年12月)、《托洛斯基到远东》(1960年1月)、《托洛斯基返故居》(1960年6月)。
- 《七绝·屈原》（作于1961年秋）（根据作者审定的抄件刊印，最早发表在 毛泽东诗词集，北京：中央文献出版社，1996年）
- 《七绝二首·纪念鲁迅八十寿辰》（作于1961年）（根据抄件刊印，最早发表在 毛泽东诗词集，北京：中央文献出版社，1996年）
- 《杂言诗·八连颂》（作于1963年8月1日）（最早发表在《解放军报》1982年12月26日）
- 《七律·洪都》（作于1965年）（最早发表在 毛泽东诗词集，北京：中央文献出版社，1996年）
- 《七律·有所思》（作于1966年6月）（最早发表在 毛泽东诗词集，北京：中央文献出版社，1996年）
- 《七律·忆重庆谈判》（作于1945年秋）（此诗为毛泽东1945年重庆谈判逸作，未正式发表，最早可见1949年3月13日《亚报》）

## 主要诗词集
各出版社出版的毛泽东诗词集数量多。以下列出对诗词版本有重要影响的诗词集若干集。
- 诗刊（创刊号），1957年1月18首本
- 毛主席诗词十九首，北京：文物出版社，1958年19首本
- 毛主席诗词二十一首，北京：文物出版社，1959年21首本
- 毛主席诗词，北京：人民文学出版社，1963年37首本
- 毛主席诗词三十七首，北京：文物出版社，1963年37首本
- 毛主席诗词，北京：人民文学出版社，1976年39首本
- 毛主席诗词三十九首，北京：文物出版社，1976年39首本
- 毛主席诗词三十九首，上海：上海书画社，1977年39首本
- 毛泽东诗词选（注释本），北京：人民文学出版社，1986年50首本，其中正编42首，副编8首
- 毛泽东诗词集，北京：中央文献出版社，1996年（页面存档备份，存于）67首本，其中正编42首，副编25首
- 刘济昆，毛泽东诗词全集详注，香港：香港昆仑制作公司，1992年

除此以外，民族出版社出版了维吾尔文、哈萨克文、蒙古文等中国少数民族文字版本。盲人出版社和盲人月刊社出版了盲文版。外文出版社出版了各种外文版。

## 伪作
一些不是毛泽东所写的诗词被当作毛泽东诗词流传，有的还影响甚广。
- 《七古·咏蛙》，该诗最早出现在1987年7月17日《羊城晚报》发表的一篇不足200字的短文中，称其为毛泽东1910年参加东山学校入学考试时应考题“立志”所作的诗。事实上该次入学考试是以“立志”为考题做文章，并非赋诗。该短文作者也未能就此诗给出任何相关来源和信息。[1]
- 《诉衷情·父母忠贞为国酬》，最早见于1986年10月作家出版社出版的小说集《毛泽东故事》，作者舒群已注明得之于传闻。事实上学者已证明该词非毛泽东诗词。[1]《纽约时报》1976年8月1日的英文报道称是毛泽东所作，提供了该词的英文版。[9]
- 《七绝·炮打司令部》，据称写于1966年8月，有“人民胜利今何在？满路新贵满目衰”句，但并无权威来源，似乎是出自署名“高文明”的网文《毛泽东秘密诗词大揭秘》。

此外，《五律·张冠道中》、《五律·喜闻捷报》因为是根据抄件刊印，没有发现原稿，故也引起了真伪之争，尚待相关信息的进一步披露。